# Extraliga (Slovacchia)
La Extraliga slovacca è il massimo campionato di hockey su ghiaccio che si gioca in Slovacchia. Attualmente viene classificato dall'IIHF come il quinto campionato europeo in ordine d'importanza. La lega nacque nel 1993, dalle ceneri dell'Extraliga cecoslovacca.

## Squadre
La lega è composta attualmente da 11 squadre. Le prime 8 classificate al termine della regular season disputano i playoff. Dalla stagione 2012/13 l'HC Slovan Bratislava gioca nella più prestigiosa KHL e al suo posto è stato promosso in extraliga l'ŠHK 37 Piešťany.
| Team                | Città           | Arena                         | Capacità |
| ------------------- | --------------- | ----------------------------- | -------- |
| '05 Banská Bystrica | Banská Bystrica | Zimný štadión Banská Bystrica | 3.500    |
| ŠHK 37 Piešťany     | Piešťany        | EASTON Aréna                  | 3.500    |
| Košice              | Košice          | Steel Aréna                   | 8.378    |
| MHC Martin          | Martin          | Martin Zimny Štadión          | 4.000    |
| Nitra               | Nitra           | Nitra Zimny Arena             | 5.300    |
| Poprad              | Poprad          | Arena Poprad                  | 5.500    |
| HK 36 Skalica       | Skalica         | MAX Arena                     | 4.095    |
| Dukla Trenčín       | Trenčín         | Zimny Stadion "Pavol Demitra" | 6.150    |
| HKm Zvolen          | Zvolen          | Zvolen Zimny Arena            | 7.038    |
| MsHK Žilina         | Žilina          | Garmin Arena                  | 6.200    |
| HK Orange 20        | Bratislava      | Vladimír Dzurilla Ice Stadium | 1.500    |

L'HK Orange 20 è la squadra che è stata costituita per valorizzare i giovani hockeisti slovacchi (Under-20). Attualmente la squadra giocherà una sola partita contro ciascuna squadra dell'Extraliga, sarà infatti impegnata essenzialmente in 1^Liga (la serie inferiore). Gli eventuali punti conquistati conteranno in classifica solo per gli avversari.

## Albo d'oro

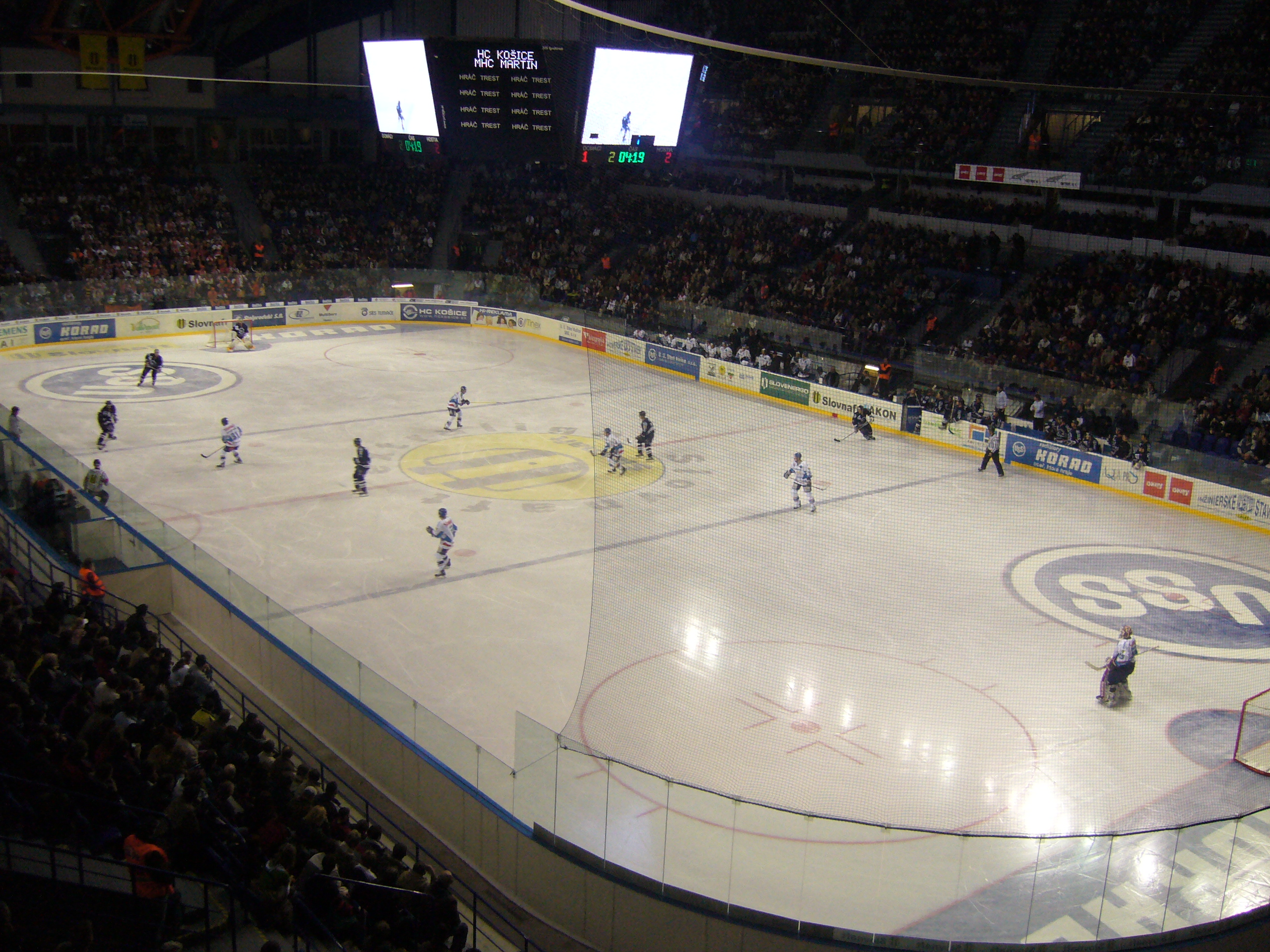
Incontro di extraliga tra HC Košice e MHC Martin alla Steel Aréna

L'elenco delle squadre vincitrici dell'Extraliga anno per anno:
- 1993-94 HK Dukla Trenčín
- 1994-95 HC Košice
- 1995-96 HC Košice
- 1996-97 HK Dukla Trenčín
- 1997-98 HC Slovan Bratislava
- 1998-99 HC Košice
- 1999-00 HC Slovan Bratislava
- 2000-01 HKm Zvolen
- 2001-02 HC Slovan Bratislava
- 2002-03 HC Slovan Bratislava
- 2003-04 HK Dukla Trenčín
- 2004-05 HC Slovan Bratislava
- 2005-06 MsHK Žilina
- 2006-07 HC Slovan Bratislava
- 2007-08 HC Slovan Bratislava
- 2008-09 HC Košice
- 2009-10 HC Košice
- 2010-11 HC Košice
- 2011-12 HC Slovan Bratislava
- 2012-13 HKm Zvolen
- 2013-14 HC Košice
- 2014-15 HC Košice
- 2014-15 HC Košice
- 2015-16 HK Nitra
- 2016-17 HC ’05 Banská Bystrica
- 2017-18 HC '05 Banská Bystrica
- 2018-19 HC '05 Banská Bystrica
- 2019-20 non assegnato per pandemia COVID-19
- 2020-21 HKM Zvolen
- 2021-22 Slovan Bratislava

## Sponsor
Dalla stagione 2011/12 l'Extraliga slovacca per ragioni di sponsorizzazione assunse la nuova denominazione in TipSport Extraliga, già main sponsor dell'Extraliga ceca. Si pensava che questo fatto, unitamente ad altre manovre, avrebbe potuto portare al ritorno di un campionato unico ceco-slovacco a partire già dalla stagione seguente, volontà peraltro già espressa da ambo le parti . Tuttavia, per ragioni non ben chiarite, non si concluse alcun accordo e una eventuale ri-unione dei campionati è così slittata.

## Altri campionati
A partire dal 2012 una squadra slovacca, l'HC Slovan Bratislava, ha abbandonato l'extraliga e gioca nella Kontinental Hockey League, considerato il secondo maggior campionato al mondo dietro la NHL.
Anche un'altra squadra slovacca partecipa a un campionato estero (l'Ice Tigers Nové Zámky iscritto in MOL Liga).